# Impatiens barbulata
Impatiens barbulata är en balsaminväxtart som beskrevs av Georg Martin Schulze. Impatiens barbulata ingår i släktet balsaminer, och familjen balsaminväxter. Inga underarter finns listade i Catalogue of Life.